# Botanicactus
El Botanicactus es un Jardín botánico de 150.000 m² de extensión especializado en plantas crasas y cactus. Se encuentra en el municipio español de Las Salinas, en Mallorca, comunidad autónoma de las Islas Baleares. Este jardín botánico es de titularidad privada.

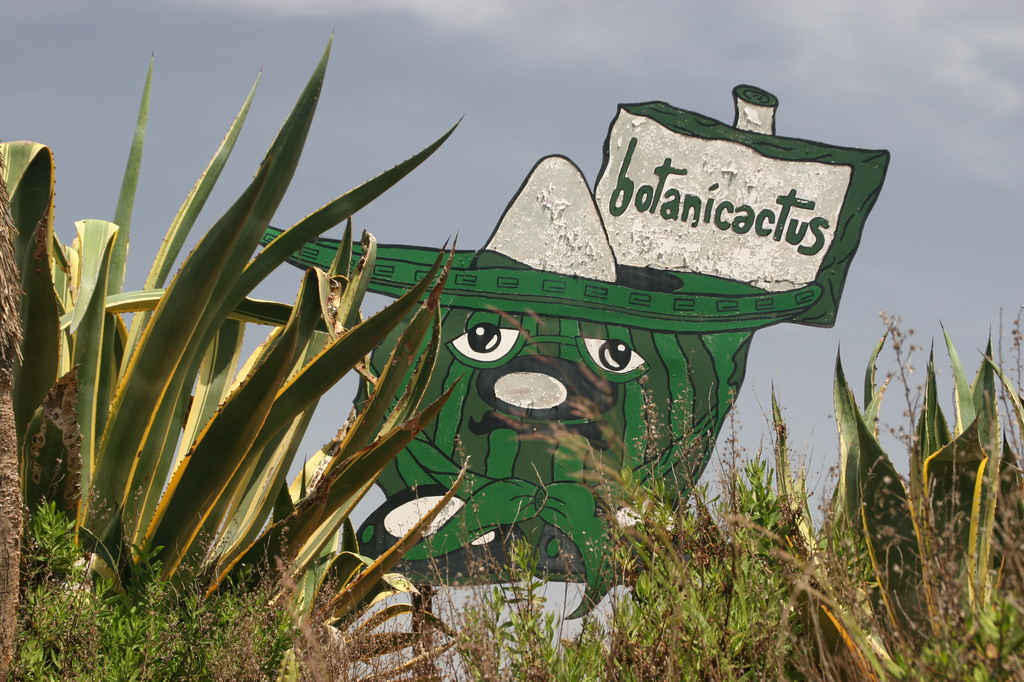
Logo del Botanicactus en la entrada.

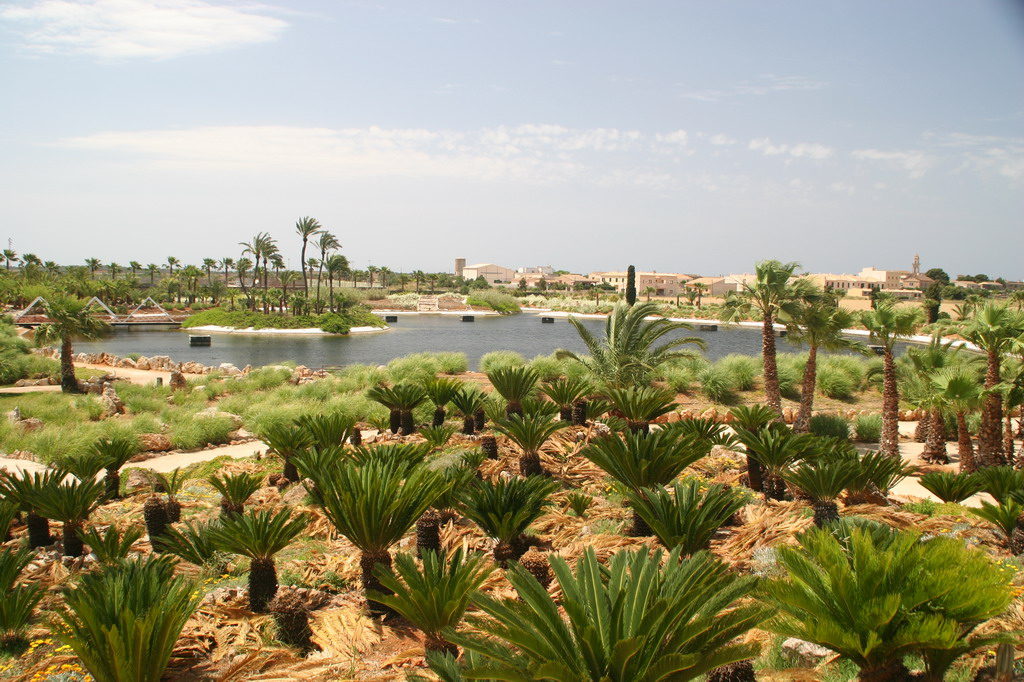
Lago artificial con una isla en el Botanicactus.

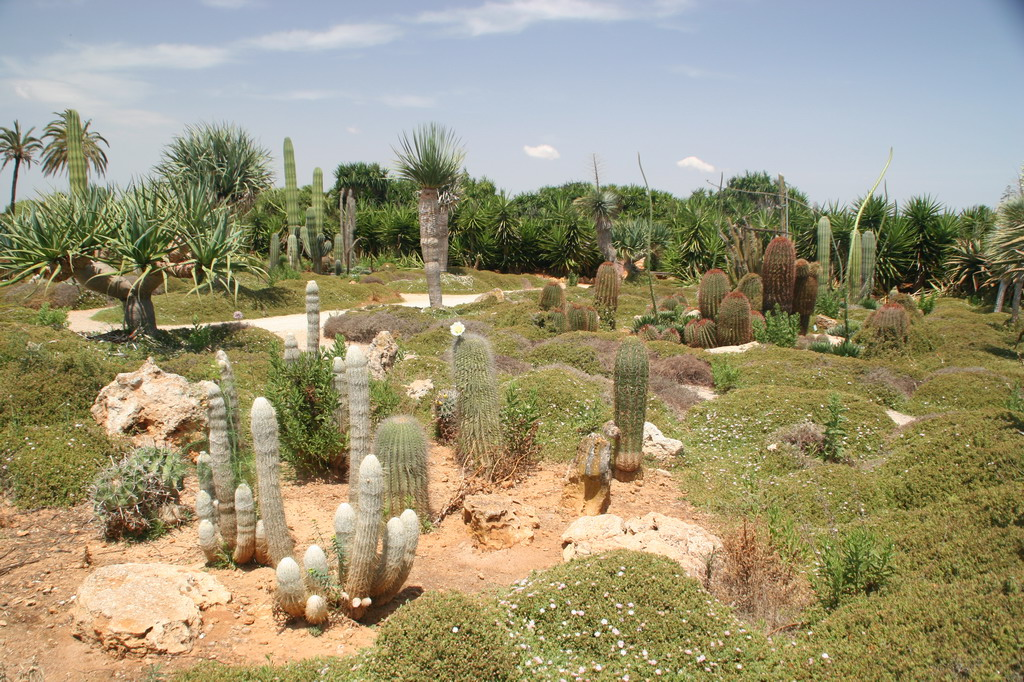
Botanicactus, cactus.

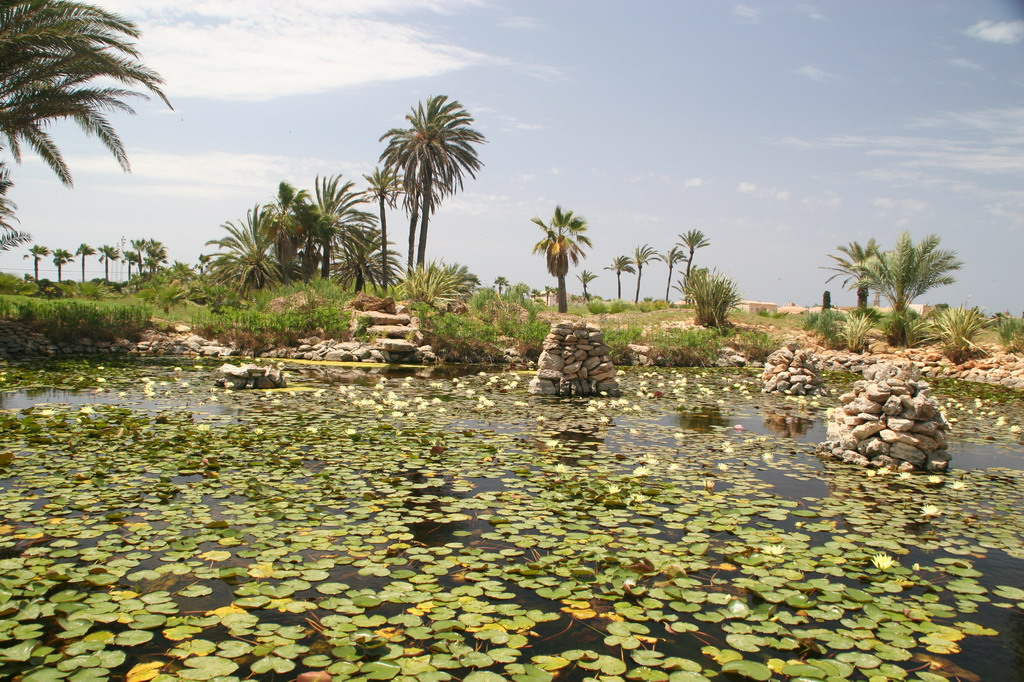
Plantas acuáticas del lago en el Botanicactus.

## Historia
Durante unos dos años se trabajó en un terreno de cultivo llano para transformarlo en un jardín botánico, para lo cual se levantaron unas colinas alrededor para protegerlo del viento, se excavó un lago navegable de 10 000 metros cuadrados de extensión y 4 metros de profundidad que sirve al mismo tiempo como depósito de agua dulce para utilizar en riegos.
El jardín se inauguró el 20 de mayo de 1989. Botanicactus es privado, y no cuenta con ningún tipo de apoyo institucional.

## Colecciones
En este recinto se albergan 1.000 especies y 15.000 ejemplares, de ellos 12.000 son cactus.
Sus colecciones se presentan agrupadas en tres secciones :
- Especies tropicales (50.000 metros cuadrados)
- Cactus procedentes de Arizona con un ejemplar de Carnegiea gigantea de Arizona con más de 300 años, y ejemplares de la propia Mallorca (40.000 metros cuadrados)
- Flora autóctona mallorquina, representada por olivos, almendros, granados, pinos, cipreses y eucaliptos (25.000 metros cuadrados).

Incluye el mayor lago navegable de las islas Baleares, de unos 10 000 metros cuadrados situado en la zona tropical, con plantas acuáticas, césped y bambús en sus orillas.